# 阿扎姆·阿兹米
穆罕默德·阿扎姆·本·阿兹米·穆拉德（2001年2月12日—）是一名马来西亚职业足球运动员，司职右后卫，目前效力于马来西亚超级联赛俱乐部登嘉楼。 